# Щукина, Анна Васильевна
А́нна Васи́льевна Щу́кина (род. 5 ноября 1987, Балакирево, Владимирская область) — российская хоккеистка, защитник, мастер спорта международного класса.

## Биография
Анна Щукина родилась 5 ноября 1987 года в посёлке Балакирево Владимирской области. С семи лет тренировалась вместе с мальчишками у Юрия Сырцова, в 2001 году в составе балакиревского «Рубина» выиграла областные соревнования «Золотая шайба». В 15-летнем возрасте перебралась в Москву и начала тренироваться в клубе СКИФ под руководством Александра Вирясова.
В составе СКИФа, с 2006 года базирующегося в Нижнем Новгороде, Анна Щукина два раза выигрывала чемпионат России, в 2009 году завоевала золото Кубка европейских чемпионов. С 2011 года выступала за «Торнадо» из подмосковного Дмитрова, с которым трижды становилась чемпионкой России и три раза побеждала в Кубке европейских чемпионов. В сезоне-2015/16 выступала за «Динамо Санкт-Петербург», в мае 2016 года перешла в уфимскую «Агидель», с 2018 года вновь играла за СКИФ.
В 2007 году Анна Щукина дебютировала в национальной сборной. Она была кандидатом в сборную для участия на Олимпиаде в Ванкувере, но незадолго до старта Игр в товарищеском матче получила тяжёлую травму — разрыв крестообразных связок колена.
В 2013 году в составе сборной выиграла бронзовую медаль чемпионата мира в Оттаве и серебряную награду на зимней Универсиаде в Тренто. В феврале 2014 года выступала за национальную команду на зимних Олимпийских в Сочи. Она сыграла во всех 6 матчах российской сборной, забросила 2 шайбы в ворота соперниц.
В феврале 2015 года Анна Щукина стала чемпионкой зимней Универсиады в Гранаде, в марте того же года выбрана капитаном сборной России. На чемпионате мира-2015 в Мальмё её команда заняла 4-е место, а спустя год на мировом первенстве в Камлупсе завоевала бронзу.
22 декабря 2017 года Международный олимпийский комитет вынес решение об аннулировании результатов сборной России на зимних Олимпийских играх в Сочи за нарушение антидопинговых правил и пожизненном отстранении Анны Щукиной и Татьяны Буриной от участия в Олимпийских играх. Ранее аналогичные санкции были применены в отношении ещё 6 игроков сборной. 1 февраля 2018 года решением Спортивного арбитражного суда 5 хоккеисток, включая Щукину, были полностью оправданы.
В 2020 году перешла на тренерскую работу в детском отделении СКИФа, но в январе 2021 года вернулась в состав нижегородской команды. В марте 2021 года объявила о завершении игровой карьеры.

## Достижения
- Бронзовый призёр чемпионатов мира (2013, 2016).
- Чемпионка Всемирной Универсиады (2015).
- Серебряный призёр Всемирной Универсиады (2013).
- Чемпионка России (2007/08, 2009/10, 2011/12, 2012/13, 2014/15).
- Серебряный призёр чемпионатов России (2005/06, 2006/07, 2008/09, 2010/11, 2013/14).
- Обладательница Кубка Женской хоккейной лиги (2017/18).
- Серебряный призёр Женской хоккейной лиги (2016/17).
- Бронзовый призёр Женской хоккейной лиги (2018/19).
- Обладательница Кубка европейских чемпионов (2008/09, 2011/12, 2012/13, 2013/14).